# Benedetto Polesini
Benedetto Polesini (2. března 1861 Poreč – 13. července 1952 Nogaredo al Torre) byl italský velkostatkář a politik z Istrije (dnešního Chorvatska).
Pocházel z rodiny Polesini, která žila ve městech Motovun a Poreč, jeho otec byl Gian Paolo. Jako italský liberál zasedal v poslanecké sněmovně Říšské radě (desátá perioda 1901–1907), později (1908–1914) zvolen do Istrijského zemského sněmu. Podporoval muzeum v Poreči (Civico Museo d'Arte e Storia, Městské muzeum umění a historie), mimo jiné vlastnil budovu Istrijského zemského sněmu (Istarska sabornica), kterou v roce 1922 daroval Istrijské provincii a později budovu muzeum užívalo.